# Mohammad Yamin
Mohammad Yamin (Sawahlunto, 24 augustus 1903 - Jakarta, 17 oktober 1962) was een Indonesisch dichter, historicus, politicus en jurist. Hij speelde een belangrijke rol bij het opstellen van de Indonesische Grondwet van 1945.
In de koloniale tijd was Yamin lid van de Volksraad. Aan het einde van de Japanse bezetting van Nederlands-Indië was hij lid van het Onderzoekscomité ter voorbereiding op de Indonesische onafhankelijkheid (BPUPK), en hij had een belangrijke rol bij het opstellen van de grondwet voor de onafhankelijke republiek.
In het onafhankelijke Indonesië had Yamin allerlei ministersposten. Hij was in 1951 korte tijd minister van justitie in het kabinet-Soekiman. Van 1953 tot 1955 was hij minister van onderwijs en cultuur in het kabinet-Ali Sastroamidjojo I. Tussen 1958 en zijn dood in 1962 was Yamin hoofd van het nationale planningbureau. In de kabinetten Kerja I, II en III had deze functie de status van minister. In het Kabinet Kerja I had hij daarnaast nog de ministerspost van sociale zaken en cultuur, en in het Kabinet Kerja III die van informatie.
Mohammad Yamin werd in 1973 geëerd met de titel Nationale held van Indonesië.